# Edirne Spor Kulübü
O Edirne Spor Kulübü é um clube de basquetebol baseado em Edirne Turquia que atualmente disputa a TB2L no gênero masculino e a TKBL no gênero feminino. Manda seus jogos no Ginásio Esportivo Mimar Sinan com capacidade para 2.000 espectadores.

## Histórico de Temporadas

### Masculino
| Temporada | Nível | Liga | Pos. | J    | PL  | Resultado          |
| --------- | ----- | ---- | ---- | ---- | --- | ------------------ |
| 2016-17   | 4     | EBBL | 1    | 11-1 | 8-2 | Promovidofinalista |
| 2017-18   | 3     | TB2L |      |      |     |                    |

- fonte:eurobasket.com mackolik.com

### Títulos departamento masculino
Quarta divisão (EBBL)
- Finalista (1):2016-17

| Temporada | Nível | Liga  | Pos. | J     | PL  | Resultado             |
| --------- | ----- | ----- | ---- | ----- | --- | --------------------- |
| 2011-12   | 3     | TKB3L | 11   | -     |     | Promovido             |
| 2012-13   | 2     | TKB2L | 2    | 16-2  | 8-2 | 5º no hexagonal final |
| 2013-14   | 2     | TKB2L | 2    | 16-2  | 9-1 | Promovidocampeão      |
| 2014-15   | 1     | TKBL  | 8    | 12-14 | 0-2 | Quartas de finais     |
| 2015-16   | 1     | KBLS  | 13   | 8-18  |     | Rebaixado             |
| 2016-17   | 2     | TKBL  | 15   | 14-24 |     |                       |
| 2017-18   | 2     | TKBL  |      |       |     |                       |

- fonte:eurobasket.com mackolik.com

### Feminino
Segunda divisão (TKB2L)
- Campeão (1):2013-14